# نيكولاوس بلاستيراس
نيكولاوس بلاستيراس وباليونانية ( Νικόλαος Πλαστήρας) كان جنرالا يونانيًا وسياسيًا، شغل منصب رئيس الوزراء ثلاث مرات في اليونان (26 يوليو 1953 - 4 نوفمبر 1883). كان نيكولاوس جنديًا متميز وعرف بشجاعته، واشتهر باسم O Mavros Kavalaris أو الفارس الأسود خلال الحرب التركية اليونانية من 1919-1922.

## روابط خارجية
- نيكولاوس بلاستيراس على موقع الموسوعة البريطانية (الإنجليزية)
- نيكولاوس بلاستيراس على موقع مونزينجر (الألمانية)